# Caldwellia imperfecta
Espèce
Statut de conservation UICN

 VU B1+2a, D2 : Vulnérable
Caldwellia imperfecta est une espèce de mollusque gastéropode terrestre de la famille des euconulidés. Elle est endémique de l'île de la Réunion des îles des Mascareignes, dans le sud-ouest de l'océan Indien.